# Trichomma biroi
Trichomma biroi là một loài tò vò trong họ Ichneumonidae.